# Mogultur
Mogultur, Moghaltur, Mogaltur, Mogalturu, Mogalturru, antigament Ketakipuram, és una població i mandal del districte de West Godavari (Andhra Pradesh) i anteriorment de la taluka de Narsapur al districte de Godavari de la presidència de Madras a 25 km al sud-est de Narsapur. El 1881 tenia 5.265 habitants.
La ciutat fou capital d'un principat de la dinastia kalidindi connectada a l'antiga dinastia de Vishnukundina. El territori s'estenia pels moderns districtes de West Godavari i de Krishna. El 1763 el sobirà fou derrotat en aquesta ciutat per Sitaram Rai de Vizianagaram. El 1791 el raja va morir sense successió i el territori fou annexionat com a zamindari; els successors col·laterals van rebre una pensió dels britànics i encara resideixen a la fortalesa de Mogultur. Fou una estació sadr i després un lloc notable per la fabricació de sal, estant comunicada amb Narsapur pel canal anomenat també de Narsapur. El fill del darrer sobirà pensionat, Kalidindi Kumar Venkateshwara Raja Bahadur, va morir el 4 de juliol de 2007 amb més de 90 anys. Hi ha diversos descendents de la família reial.